# La cintura di castità (film 1967)
La cintura di castità è un film del 1967, diretto da Pasquale Festa Campanile e scritto da Luigi Magni.

## Trama
Il Duca Pandolfo parte per le crociate dal suo castello, dopo aver posto la cintura di castità alla moglie (che però rientra subito in possesso della chiave). Prima di partire ha nominato nobile il cavaliere Guerrando, del quale la contadina Boccadoro si è innamorata. Guerrando riceve in dono un feudo e pensa di poter disporre di Boccadoro, sua suddita, che però intende concederglisi solo se maritata. Su consiglio di Marculfo, Guerrando sposa Boccadoro, ma subito dopo è costretto a partire per Bari, caduta in mano saracena, senza aver avuto il tempo di consumare il matrimonio. Anche Guerrando applica alla sposa la cintura di castità. Boccadoro, offesa, si veste a sua volta da guerriero per raggiungere il marito e recuperare la chiave. Così, grazie all'incontro con Dragone, raggiunge il campo crociato dove vede morire Marculfo, gravemente ferito durante le esercitazioni guerresche. Boccadoro e Guerrando cadono prigionieri dei Mori, a Bari. Insidiata dal sultano Ibn-el-Rascid, invaghitosi di lei, Boccadoro si salva perché costui deve correre a difendere la città dall'arrivo delle truppe di Ludovico II. Ripresa la chiave della cintura, che era finita nelle mani del sultano, i due riescono infine a fuggire e a coronare così la loro storia d'amore.

## Casting
Il rapporto tra i due protagonisti fu pessimo tanto che dopo il primo giorno di riprese non vollero più girare insieme così da costringere il regista a riscrivere la sceneggiatura giorno per giorno a seconda di chi era in scena.
Al film partecipò anche Lauro Gazzolo, nel ruolo dell'eremita che parla a Boccadoro (ultima sua apparizione come attore), ma la sua parte venne tagliata al montaggio definitivo; parte presente nella versione non tagliata.